# Mnesiclesina stylata
Mnesiclesina stylata är en insektsart som först beskrevs av Bolívar, C. 1931.  Mnesiclesina stylata ingår i släktet Mnesiclesina och familjen Chorotypidae. Inga underarter finns listade i Catalogue of Life.